# Даес Дай-мар
Даес Дай-Мар (на английски: Daes Dae'mar) във фентъзи-поредицата „Колелото на Времето“ от Робърт Джордан, е името на Великата игра (на Древния език). На някои места е известна като Игра на Домове. Великата игра е политическо и социално лавиране на благородническите фамилии като опит да спечелят предимство пред своите съперници. Играта се упражнява най-вече в Кайриен, където всяко действие на някой човек се смята за политическо маневриране. Играта е особено опасна в Кайриен заради готовността за убийство заради нея (напр. убийството на приятелката на Том Мерилин Дена от агенти на Дома Риатин). В страните на юг от Погибелта Играта почти не се играе.
Създатели на Играта са Айез Седай, които я практикуват доста умело. Том Мерилин е също доста умел в Играта, като я е играл докато е придворен бард в Кемлин в полза на кралица Мургейз. По-късно играе Играта в полза на Ранд, като по този начин държи благородническите фамилии от Тийр от заговорничене срещу Ранд.